# Kirchhaunberg
Kirchhaunberg ist ein Gemeindeteil von Reischach im Landkreis Altötting.
Die Einöde liegt auf der Gemarkung Eggen und war unter dem Namen Haunberg ein Gemeindeteil der zum Jahresende 1966 aufgelösten Gemeinde Eggen. Zur Unterscheidung vom anderen Haunberg in der Gemeinde Reischach, wurde der Ort 1967 amtlich umbenannt in Kirchhaunberg.
Im Ort steht die katholische Filialkirche St. Koloman, eine um 1500 erbaute und im 17. Jahrhundert umgebaute Saalkirche. Sie ist ein gelistetes Baudenkmal.